# Алекс Лопес
Алехандро Лопес Санчес (ісп. Alejandro 'Álex' López Sánchez, нар. 3 березня 1988, Ферроль, Іспанія) — іспанський галісійський футболіст, півзахисник команди «Расінг».

## Виступи за збірні
Грав за юнацькі збірна Іспанії до 16 та до 17 років.
31 травня 2024 року Вієйтес зіграв у другому таймі товариського матчу збірної Галісії проти Панами, який став першим матчем Галісії за вісім років і завершився поразкою 0:2.